# Catamaran
 (avril 2023).
Si vous disposez d'ouvrages ou d'articles de référence ou si vous connaissez des sites web de qualité traitant du thème abordé ici, merci de compléter l'article en donnant les références utiles à sa vérifiabilité et en les liant à la section « Notes et références ».

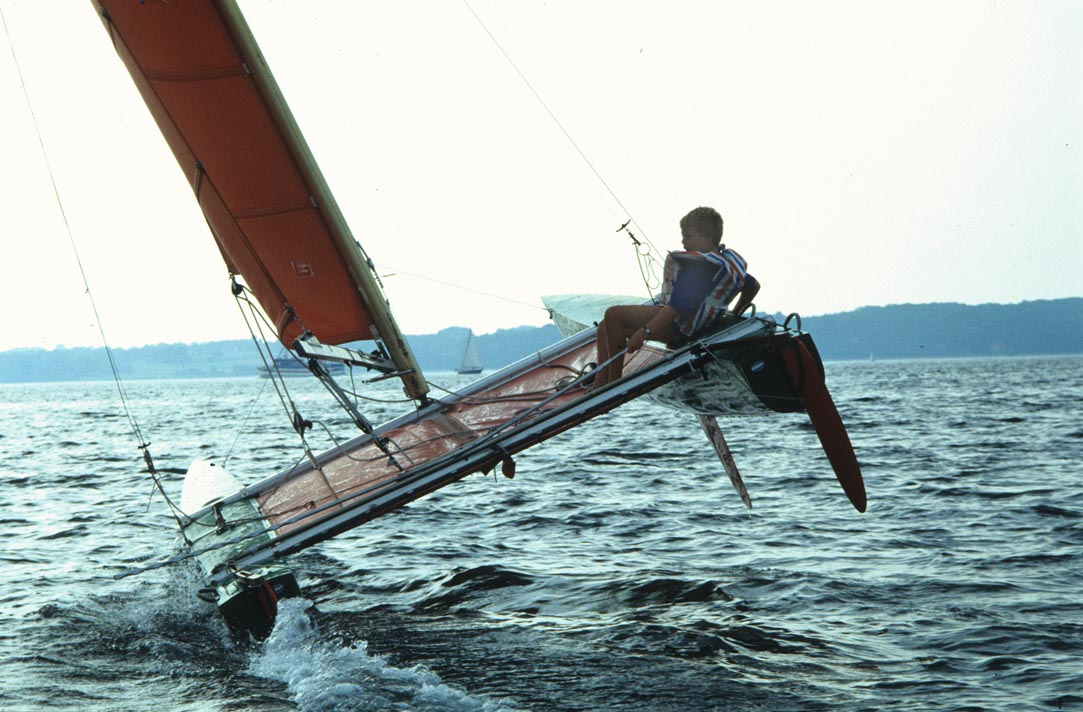
Un catamaran de sport à voile.

Un catamaran (du tamoul : கட்டுமரம், kaṭṭumaram [?], lit. « bois lié ») est un bateau possédant deux coques, en général parallèles l'une à côté de l'autre ; c’est donc un multicoque. Les catamarans vont plus vite que les monocoques grâce à des coques plus fines qui diminuent la résistance de l'eau, sont plus stables, et ont une plus grande surface de pont. Ils sont principalement utilisés en tant que voiliers de plaisance, comme navires à passagers à vitesse normale ou élevée (ferries à grande vitesse) ainsi que pour certains projets militaires.

## Origine

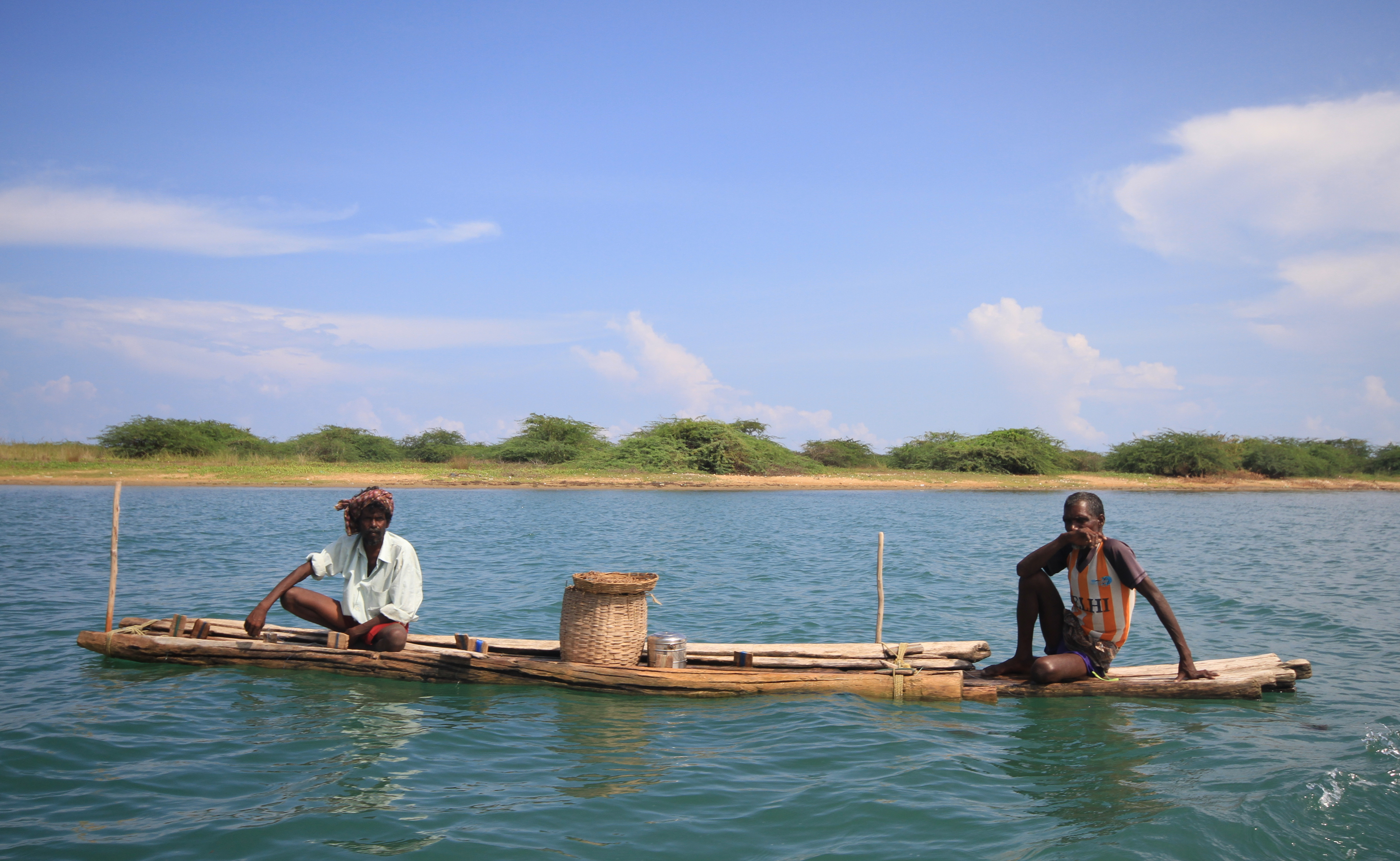
Un catamaran traditionnel sur le lac Pulicat, Inde du Sud

Le pirate et aventurier anglais William Dampier, alors qu'il parcourait le monde dans les années 1690, fut le premier Européen à décrire un catamaran alors qu'il naviguait dans le golfe du Bengale, dans la région du Tamil Nadu. Il les décrit, en 1697, de la façon suivante : « Sur la côte de Coromandel, on les appelle catamarans. Il s'agit d'un ou deux rondins, parfois d'un bois léger […] si petit, qu'il ne transporte qu'un homme dont les jambes et le fondement sont toujours dans l'eau. »
Le mot « catamaran » provient de « kattuamaran » issu de la langue tamoule (« katta » qui signifie « lien » et « maram » pour « bois »). Ce type d'embarcation est commun dans de nombreuses parties du monde, en particulier dans le Pacifique. Les Polynésiens utilisent une forme particulière d'embarcation à deux coques que l'on appelle « prao » qui possède en plus la particularité de pouvoir avancer dans les deux sens grâce à une rotation de 180° de la voilure.
La forme commune est vraisemblablement une invention des populations polynésiennes qui utilisaient principalement des pirogues à flotteur (à balancier). L'intérêt de relier deux coques identiques est sans doute apparu avec le besoin d'augmenter la capacité de charge pour des navigations lointaines.
Dans les années 1870, l'Américain Nathanael Herreshoff est probablement le premier Occidental à concevoir et fabriquer des catamarans, qui deviennent rapidement très populaires grâce à leur vitesse et leur stabilité.

## Aujourd'hui

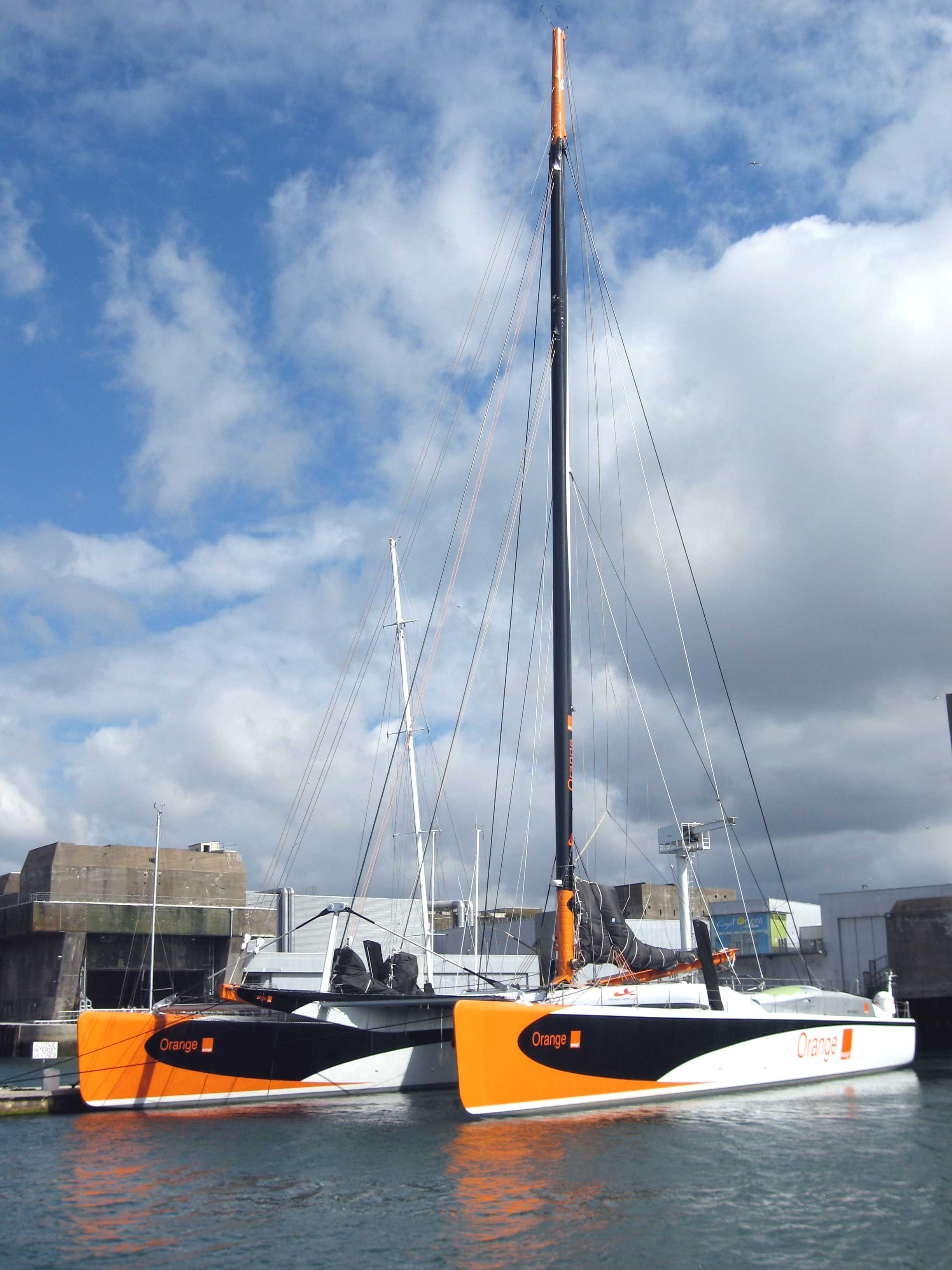
Le maxi catamaran Orange 2 de 37 mètres de long.

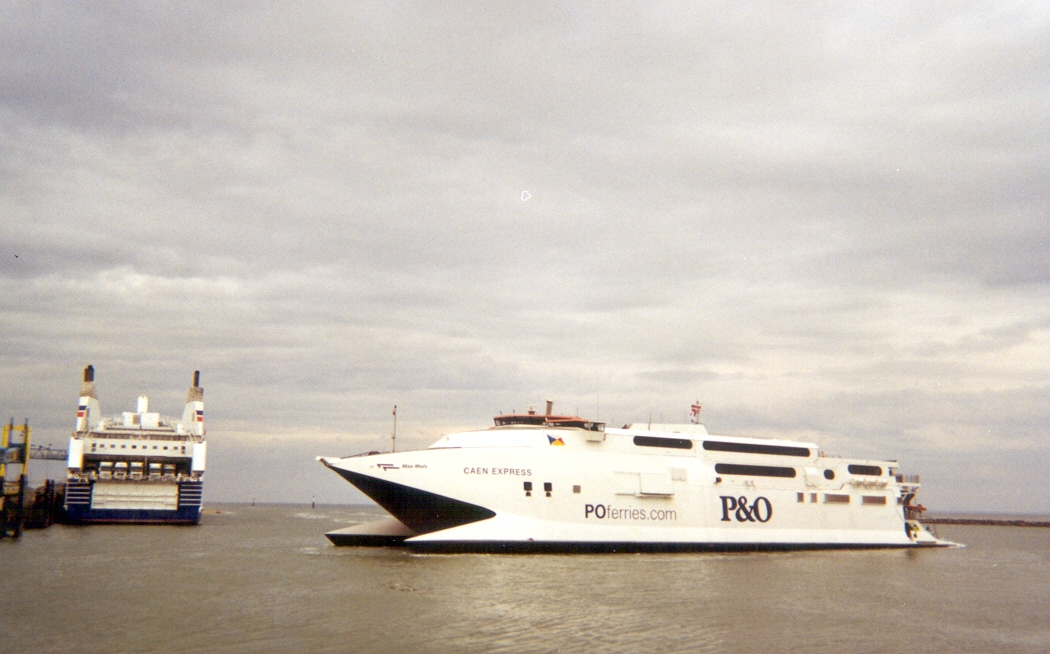
Ferry catamaran Caen Express à Ouistreham.

Les catamarans peuvent être répartis en deux familles : les voiliers et les motorisés, qui connaissent, elles-mêmes, de nombreuses déclinaisons. On y retrouve ainsi des catamarans de sport permettant l'apprentissage de la voile pour la plaisance ou la compétition, des catamarans de plus grandes dimensions plus confortables pour la croisière ou le transport de passagers, des bateaux de pêche, et finalement de grands et très luxueux yachts.
Le catamaran de transport de passagers (motorisé) est un navire confortable par mer belle et peu agitée, mais sa très forte stabilité le rend inconfortable par mer forte. Ce problème est en partie résolu par la conception de type Small Waterplane Area Twin Hull ou SWATH (catamaran à faible surface de flottaison) à coques profondément immergées qui présente un meilleur confort, même par mer formée. En contrepartie, le tirant d'eau est augmenté et la forte surface mouillée augmente beaucoup la puissance nécessaire.Le catamaran s’est imposé au cours des dernières décennies comme l’un des supports les plus recherchés pour la location de bateaux de plaisance, en raison de sa stabilité et de son confort, notamment en croisière.
Un mini catamaran à foils et propulsion électrique, se pilotant sans permis, a été commercialisé en 2023.

### Catamarans de sport
Les catamarans équipées de foils, comme les AC72 utilisés pour la coupe de l'America, sont capables de « voler », dans le sens où ils déjaugent et leurs coques se soulèvent hors de l’eau, et de dépasser la vitesse du vent.
Les Nacra 17, support mixte olympique, volent eux aussi par moments. Il existe de nombreux catamarans sur foils, notamment le Flying Phantom, un 18 pieds développé en Bretagne, à Quiberon.

## Marques de catamaran
- Alado Cat
- Alibi
- Aventura Catamarans
- Bali (groupe Catana)
- Catana Catamarans
- Catlante
- Edel
- Fountaine-Pajot
- France Catamarans
- Excess Catamarans
- Gemini Catamarans
- Hobie Cat
- Lagoon (Groupe Bénéteau)
- Léopard (Robertson & Caine)
- Nacra Sailing International
- Nautitech
- Outremer
- Privilège (HanseYachts)
- Prout Catamarans (en)
- Seawind
- Sunreef Yachts (en)